# 見城慶和
見城 慶和（けんじょう よしかず、1937年11月27日 - ）は、日本の夜間中学教師。山田洋次監督の映画『学校』（第１作）の主人公のモデルの一人として知られる。群馬県沼田市出身。

## 経歴
群馬県立沼田高等学校から東京学芸大学を卒業。大学卒業前にふと立ち寄った本屋で見つけた塚原雄太の『夜間中学生』に感銘を受け、夜間中学の教員になる決意をする。
地方公務員の教員となり、1961年から42年間、都内の公立中学校夜間部に国語担当教師として勤務。1993年には、見城らをモデルにした『学校』が公開される。1999年には長年の実績が評価され吉川英治文化賞を受賞。2003年の定年退職後もなお、夜間中学生を中心にした学びの場「えんぴつの会」を運営している。児童言語研究会・国字問題研究会（漢字指導法研究会）などに所属。

## 著書
- 『夜間中学校の青春』（文、大月書店。2002年）

## テレビ・ラジオ出演
- 徹子の部屋（テレビ朝日系列、2003年12月12日）
- ラジオ深夜便（NHKラジオ第一・FM、2006年6月1日，2日）
- 知るを楽しむ・人生の歩き方 「夜間中学校は僕らのふるさと」（NHK教育、2006年11月）
- 生活ほっとモーニング 「もう一度学びたい」（NHK総合、2008年4月8日） 等